# إيل سوبيرانو
إيل سوبيرانو أو سوبيرانو جونيور (من مواليد 12 أغسطس 1993 في توريون ، كواهويلا المكسيك)، مصارع مكسيكي محترف مقنع يعمل حاليًا في الترويج للمصارعة المحترفة المكسيكية مجلس المصارعة العالمي. الإسم الحقيقي لسوبرانو جونيور غير معروف كما هو الحال غالبًا مع المصارعين المقنعين في المكسيك حيث تظل حياتهم الخاصة سرًا عن مشجعي المصارعة.  يعتبر إل سوبيرانو مصارع من الجيل الثالث وهو إبن يوفوريا وحفيد بابلو مورينو رومان المعروف تحت اسم الحلبة إل سوبيرانوولا.
سوبيرانو هي كلمة إسبانية تعني السيادي.